# Delta Cassiopeiae
Désignations
Delta Cassiopeiae (δ Cas / δ Cassiopeiae), également nommée Ruchbah, est une possible étoile binaire située dans la constellation de Cassiopée. Sa magnitude apparente est de 2,68. Elle est distante d'environ 99,4 années-lumière de la Terre.

## Nomenclature
Delta Cassiopeiae est connue sous les noms traditionnels de Ruchbah (de l'arabe ركبة, rukbah, signifiant « genou ») et de Ksora, le premier étant aussi orthographié dans la littérature Rucba, Rukba ou Rucha. Elle partage ce dernier nom avec ε Cas et celui de Rucba avec α Sag. Ruchbah est le nom officialisé par l'Union astronomique internationale le 21 août 2016.
En astronomie chinoise, cette étoile fait partie de l'astérisme Gedao, représentant une route escarpée traversant un territoire montagneux.

## Caractéristiques
Delta Cassiopeiae est une possible binaire à éclipses d'une période de 759 jours,. Sa magnitude apparente varierait entre +2,68 et +2,76 au cours de sa période. Cependant cette variabilité n'a jamais été confirmée, et la photométrie du satellite Hipparcos n'a pas mis en évidence de variation supérieure à 0,01 magnitude.
D'un type spectral A5IV, il s'agit d'une étoile blanche sous-géante.